# Georges Bach

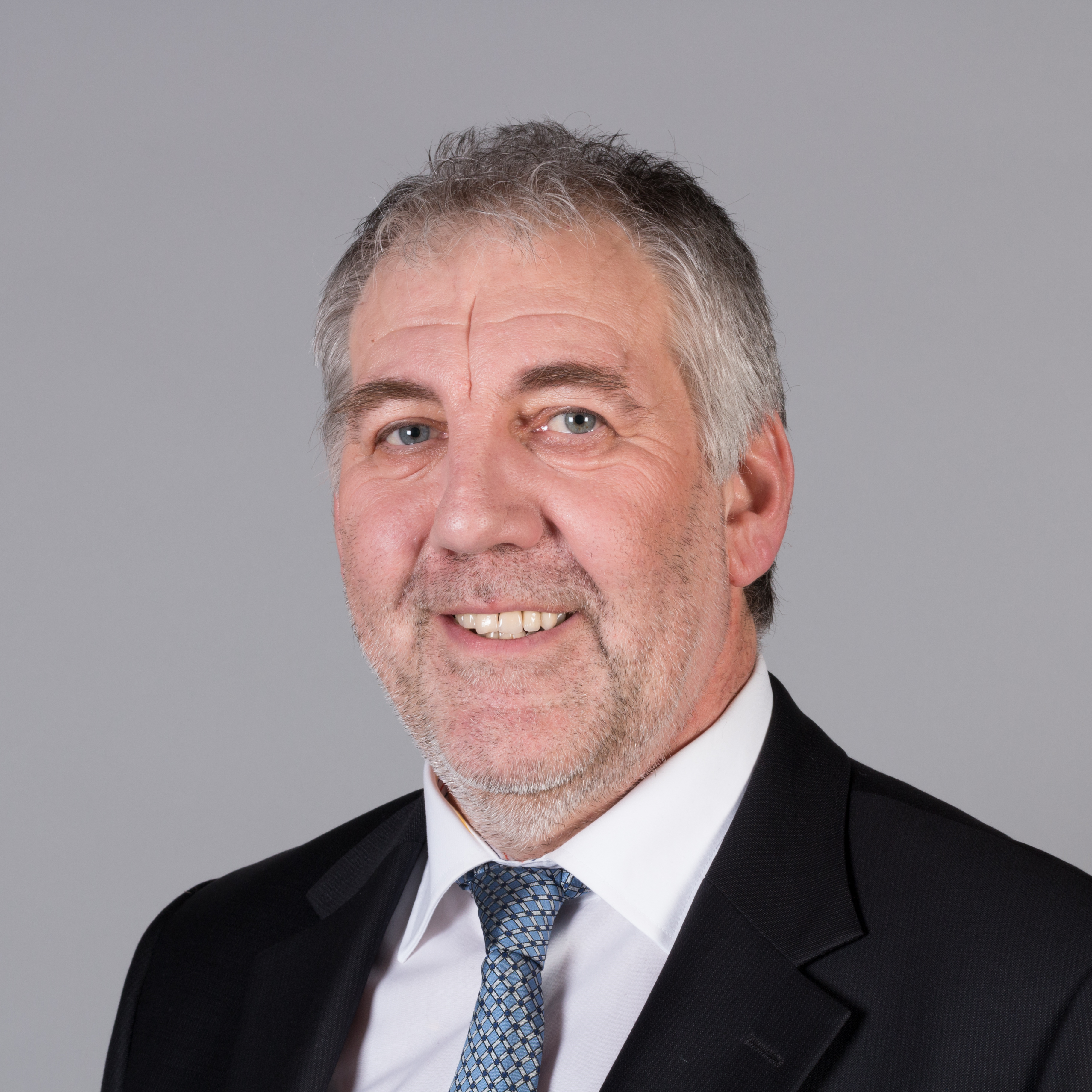
Georges Bach

Georges Bach (ur. 12 czerwca 1955 w Luksemburgu) – luksemburski polityk i związkowiec, poseł do Parlamentu Europejskiego VII i VIII kadencji.

## Życiorys
w 1973 zdał egzamin maturalny w profilu technicznym. Od 1974 zatrudniony w Chemins de Fer Luxembourgeois (luksemburskim narodowym przewoźniku kolejowym). Zaangażował się w działalność związkową. W 2003 został przewodniczącym federacji chrześcijańskich pracowników transportu (Federatioun vun den chrëschtlechen Transportaarbechter), a także przewodniczącym związku zawodowego Syprolux, działającego w branży kolejowej. Reprezentował te organizacje we władzach jednego ze zrzeszeń międzynarodowych.
W wyborach w 2009 z listy Chrześcijańsko-Społecznej Partii Ludowej kandydował do Parlamentu Europejskiego. Mandat poselski uzyskał po rezygnacji Viviane Reding z jego objęcia (w związku z jej decyzją o pozostaniu w Komisji Europejskiej). W PE przystąpił do grupy Europejskiej Partii Ludowej, został też członkiem Komisji Transportu i Turystyki. W 2014 z powodzeniem ubiegał się o reelekcję.